# Auguste André Thomas Cahours
Auguste André Thomas Cahours (París, 2 de octubre de 1813 - † 17 de marzo de 1891) fue un químico orgánico francés. Sucedió a Jean-Baptiste Dumas como profesor de la École Centrale, y a Eugène Chevreul como examinador en la École Polytechnique. Estaba en contacto con muchos químicos franceses y extranjeros. Sus trabajos en relación con las densidades de vapor, los radicales y los compuestos organometálicos fueron concluyentes para la aceptación de la ley de Avogadro y la creación del concepto de valencia por los químicos alrededor de 1860.
Trabajó en el campo de la destilación seca de la madera, sobre los aceites esenciales y descubrió el xileno en 1850 entre los destilados de la madera.

## Vida y carrera profesional
Desde 1833 hasta 1835 estudió en la Escuela Politécnica de París graduándose como ayudante. Ya había decidido dedicarse a la química, sin embargo, renunció a su cargo para entrar a trabajar con Eugène Chevreul.  Desde 1836 se incorporó en el laboratorio de Chevreul y fue entonces Préparateur en el Museo de Historia Natural. En 1845 se doctoró en Ciencias y se convirtió en profesor de química en la École Polytechnique y la École Centrale des Arts et Manufactures de París.
Cahours se convirtió en director de la Monnaie de Paris en 1853, en sustitución de Auguste Laurent. En 1868, se convirtió en miembro de la Academia de Ciencias de Francia. Cuando Dumas se convirtió en secretario perpetuo de la Academia de Ciencias en 1868, Cahours le sucedió en su puesto allí.
No todo fueron éxitos en su vida. Entre 1866 y 1871 perdió a su hermano, su esposa y a sus dos hijos, que tenían poco más de veinte años de edad. Aunque muy afectado por estas pérdidas, no renunció a su investigación, que luego tomó un carácter más fragmentario y episódico. Un segundo matrimonio, a finales de la vida, trajo un poco de serenidad a los últimos años de Cahours.

## Aportes científicos

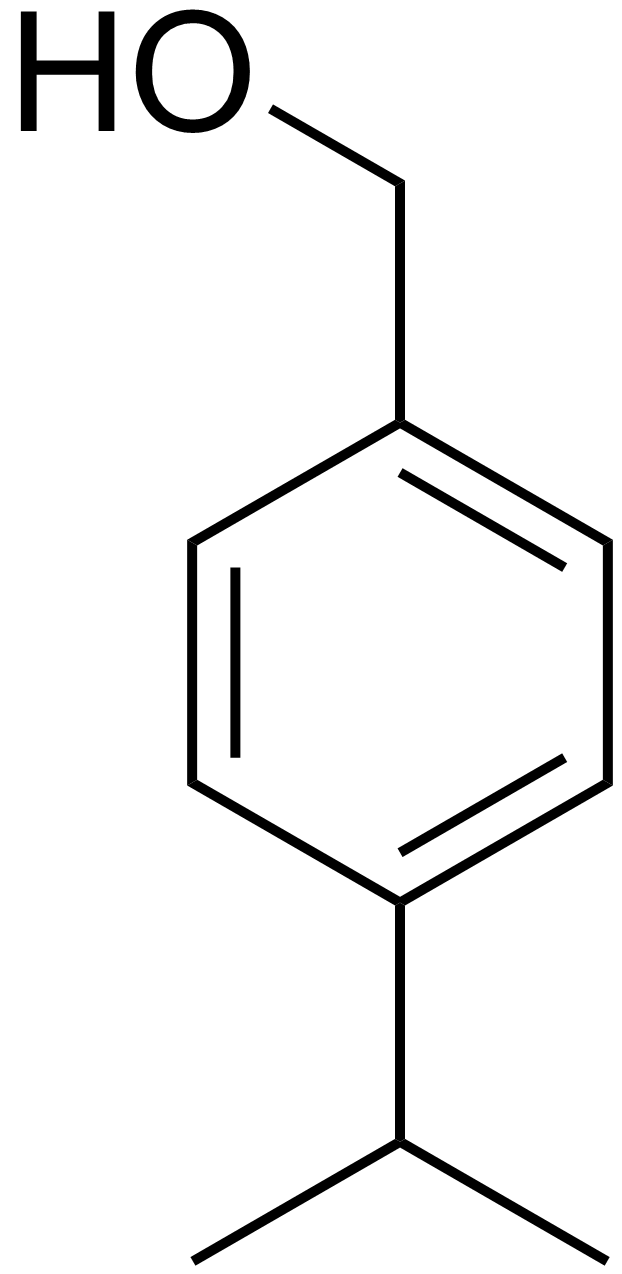
Estructura química del cuminol

Cahours descubre el tolueno en 1834, identificado entre los productos de la destilación seca de madera de benjuí. Cahours también descubrió el ácido anísico, el anisol y los polisulfuros de alcohol. Consiguió la eterificación de los fenoles, y estudió el azufre tetravalente. Finalmente, preparó cloruros de ácido mediante el uso de pentacloruro de fósforo, allanando el camino para el posterior descubrimiento de Charles Frédéric Gerhardt de los anhídridos de ácido.
En 1839-1840 Cahours se dedicó al estudio del aceite de patata, una sustancia similar en composición al alcohol etílico, que había sido descubierto por Scheele y analizado por Dumas. Cahours sospechaba que podría comportarse como un verdadero alcohol porque era isomorfo con el alcohol etílico. A partir de un litro de la sustancia, logró producir un gran número de derivados, los cuales eran muy similares a los correspondientes derivados de alcohol etílico. En este trabajo se siguió el método indicado por Dumas y la investigación de Eugène Péligot sobre el alcohol metílico (1839). Después utiliza la investigación de Henri Victor Regnault y Faustino Malaguti sobre la acción del cloro sobre el éter con el fin de estudiar los derivados clorados que se forman por sustitución de cloro por hidrógeno.
En 1844 estudia el aceite de Gaultheria procumbens, del que sospechaba que tenía la misma composición y propiedades del salicilato de metilo, demostrando vía síntesis que se trataba de la misma sustancia. 
Cahours también estudió la densidad de los vapores tratando de caracterizar los grupos moleculares. Entre 1845 y 1866 estudió la variación de la densidad del vapor de ácido acético entre 124 y 336 °C, del pentacloruro de fósforo, y de los derivados por sustitución del ácido acético. Estableció que el ácido acético se comporta como un gas ideal entre 240 y 440 °C, para luego descomponerse en metano y dióxido de carbono.

## Obra
- «Recherches chimiques sur les huiles essentielles» (т. I & II);

- «Action du chlore sur les ethers carbonique et succinique» (IX);

- «Salicylate de méthyléne et éther salicylique» (X);

- «Acides volatils à six atomes d’oxygène» (XIV);

- «Combinaisons sulfurées du methyle et de l’éthyle» (XVIII & XIX);
- «Action du brome sur les citrates»;

- «Constitution et action du perchlorure de phosphore sur les mat. organ.» (XX & ХХ III);

- «Anisol et phenetol» (XXVII);

- «Recherches sur les bas. phosphorées» (LI);

- «Rech. sur les corps isomères: salicylol, eugénol et dérivés» (LII);

- «Acides amides» (LXIII);

- «Radicaux organométalliques» (LVIII & LXII);

- «Derivés pyrogenés de l’acide citrique» (LXVII);

- «Considerations générales sur les carbures d’hydrogéne»;

- «Sur les corps isomères» (III);

- «Rech. sur les petroles d’Amerique eu commun avec Pelonze».

## Premios y honores
Entre sus honores destacan el Premio Jecker del Instituto de Francia en 1860 y 1867, la afiliación a la correspondiente Academia de Berlín, el grado de comandante de la Legión de Honor, y miembro de la Académie des Sciences en 1868.